# Andrew Fisher (sprinter)
Andrew Fisher (15 december 1991) is een Bahreins sprinter van Jamaicaanse afkomst. Hij nam eenmaal deel aan de Olympische Zomerspelen.

## Biografie
In 2013 nam hij deel aan de Centraal-Amerikaanse en Caribische kampioenschappen in de Mexicaanse stad Morelia. Hij won de gouden medaille op de 100 meter. Samen met zijn landgenoten Oshane Bailey, Jermaine Brown en Jason Livermore behaalde Fisher ook de zilveren medaille in de finale van de 4 × 100 m.
Tijdens de IAAF World Relays van 2014 in Nassau nam hij met Jamaica deel aan de 4 × 100 m. In de reeksen liep hij samen met Nesta Carter, Kemar Bailey-Cole en Julian Forte de snelste tijd. De finale werd ook gewonnen door Jamaica, maar in deze finale kwam Fisher niet in actie.
In 2016 nam Fisher voor Bahrein deel aan de Olympische Spelen van 2016 in Rio de Janeiro. Op de 100 m kon hij zich kwalificeren voor de halve finale. In de tweede halve finale werd hij gediskwalificeerd na een valse start.

## Persoonlijke records
Outdoor
| Onderdeel | Prestatie | Datum        | Plaats |
| --------- | --------- | ------------ | ------ |
| 100 m     | 9,94      | 11 juli 2015 | Madrid |

## Palmares

### 100 meter
- 2013:  Centraal-Amerikaanse en Caraïbische kamp. - 10,14 s
- 2016: DSQ in ½ fin. OS

### 4 × 100 meter
- 2013:  Centraal-Amerikaanse en Caraïbische kamp. - 38,86 s
- 2014:  IAAF World Relays - Fisher liep allen in de reeksen